# Villecroze
Villecroze é uma comuna francesa na região administrativa da Provença-Alpes-Costa Azul, no departamento de Var. Estende-se por uma área de 20.6 km². Em 2010 a comuna tinha 1 494 habitantes (densidade: 72,5 hab./km²).